# Sebastià Alorda
Sebastià Alorda (Mallorca, s. XIX-XX). Sabater i sindicalista.
Formà part del primer grup d'obrers internacionalistes de Palma. Va ser un dels membres més coneguts de la Federació Local de Societats Obreres, creada el 1870 i adherida a la AIT. Representà la societat obrera de sabaters de Palma en el III Congrés de sabaters de la Regió Espanyola (Barcelona, 1873). Més tard participà en la reorganització del moviment obrer mallorquí en la dècada de 1880. El 1881 va participar en la fundació de la Unió Obrera Balear i en la creació de la federació local de Palma de la Federació de Treballadors de la Regió Espanyola (FTRE), de significació anarquista, en la qual no s'integrà la Unió Obrera. Col·laborà en la publicació "Unió Obrera Balear" i va ser uns dels organitzadors d'un mont de pietat (1883). Va ser el primer president de l'Ateneu Obrer Mallorquí (1890)-El 1914 presidí una comissió propagadora de la Federació Regional Sindicalista, que es convertí en una Federació Regional de la Solidaritat Obrera, adherida a la CNT.